# Joel Soto
Joel Antonio Soto Torres (Valparaíso, 9 aprile 1962) è un ex calciatore cileno, di ruolo Attaccante.